# Delage D8
La D8 era un'autovettura di lusso prodotta tra il 1929 e il 1940 dalla Casa automobilistica francese Delage.

## Profilo
La D8 fu lanciata nel 1929, a pochissima distanza dal crollo della Borsa di Wall Street. Nonostante ciò, però, la D8 seppe farsi valere dal punto di vista commerciale, tanto da rubare clienti alla Bugatti, una delle sue più accanite rivali. Non a caso, la D8 è una delle Delage più conosciute.

La D8 fu immessa nel mercato come sostituta della lussuosa Type GLS, ma fu prodotta, come vedremo, in diverse configurazioni, sia di carrozzeria che di meccanica, includendo anche motorizzazioni minori, che la ponevano per molti versi anche come erede della Type DM.

La D8, come tutte le auto di lusso di quei decenni, fu realizzata in diverse carrozzerie, a seconda del cliente, che nella fattispecie era molto benestante e poteva permettersi una carrozzeria su misura.

Le prime D8 erano commercializzate in due versioni: "normale" ed S. Per la versione normale erano previsti tre autotelai differenti tra loro principalmente per le loro tre misure di passo: il più corto era di 3167 mm, l'intermedio era di 3467 mm e il più lungo arrivava a ben 4066, con una lunghezza del corpo vettura di oltre 5 metri e mezzo.

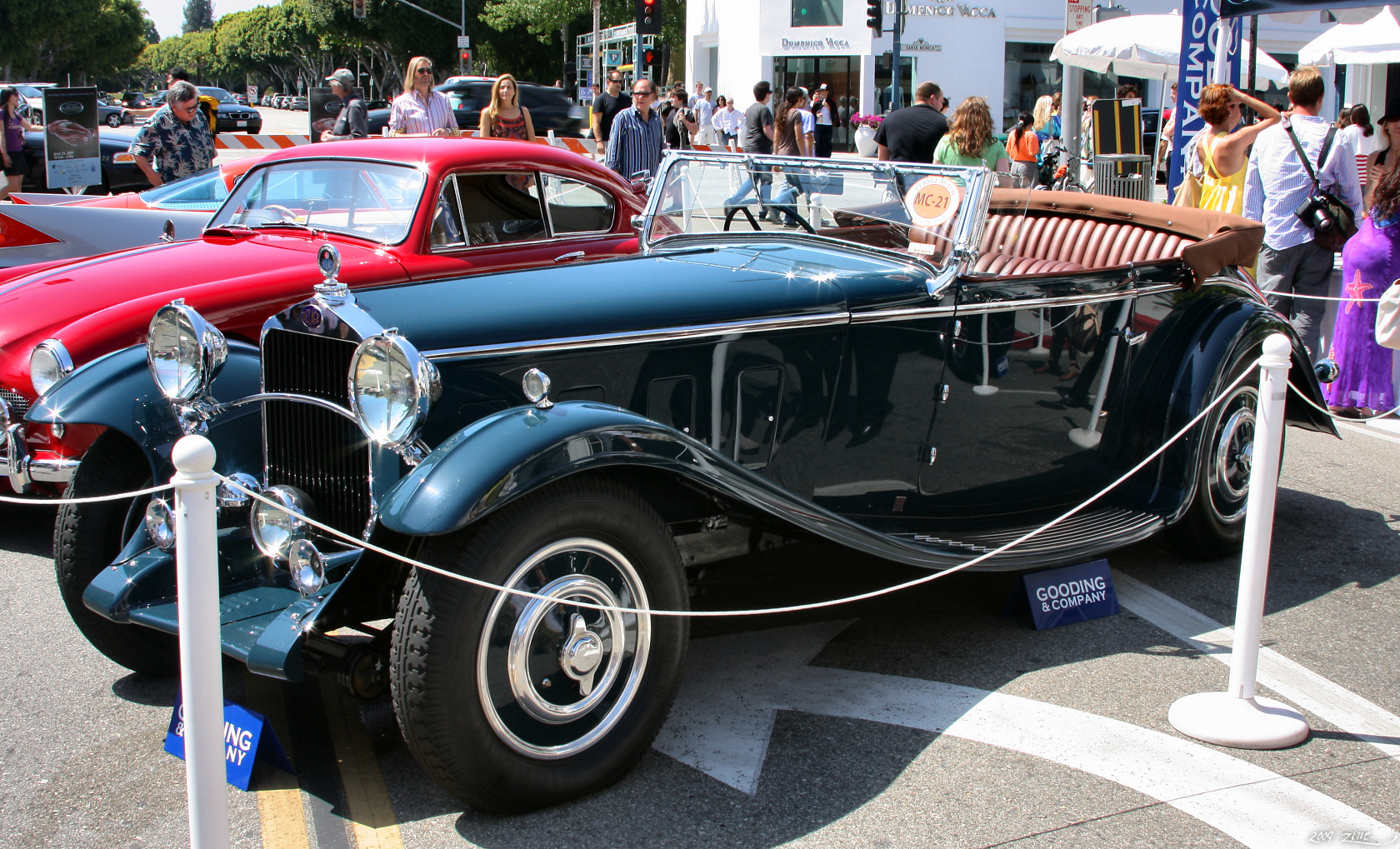
Delage D8 S

La D8 S, invece, era realizzata su un telaio di tipo sportivo, dal passo decisamente accorciato (2837 mm) per enfatizzare le doti di agilità e maneggevolezza su strada.

Entrambe queste D8 montavano per la prima volta nella storia della Casa francese un motore a 8 cilindri in linea da 4061 cm³, con distribuzione ad asse a camme centrali e a valvole in testa. Si trattava di fatto del primo motore a 8 cilindri per la Casa francese. La potenza massima era di 102 CV a 3500 giri/min per la versione "normale" e di 120 CV per la versione S. La trazione era posteriore e il cambio era manuale a 4 marce, delle quali la terza e la quarta erano sincronizzate. L'impianto frenante prevedeva quattro tamburi, mentre le sospensioni erano di tipo molto tradizionale per l'epoca, visto che prevedevano l'assale rigido sia davanti che dietro, con balestre semiellittiche e ammortizzatori a frizione.

La velocità massima della D8 normale era di quasi 120 km/h, mentre la D8 S riusciva a sfiorare i 130 km/h.

Entrambe le versioni furono prodotte fino al 1933.

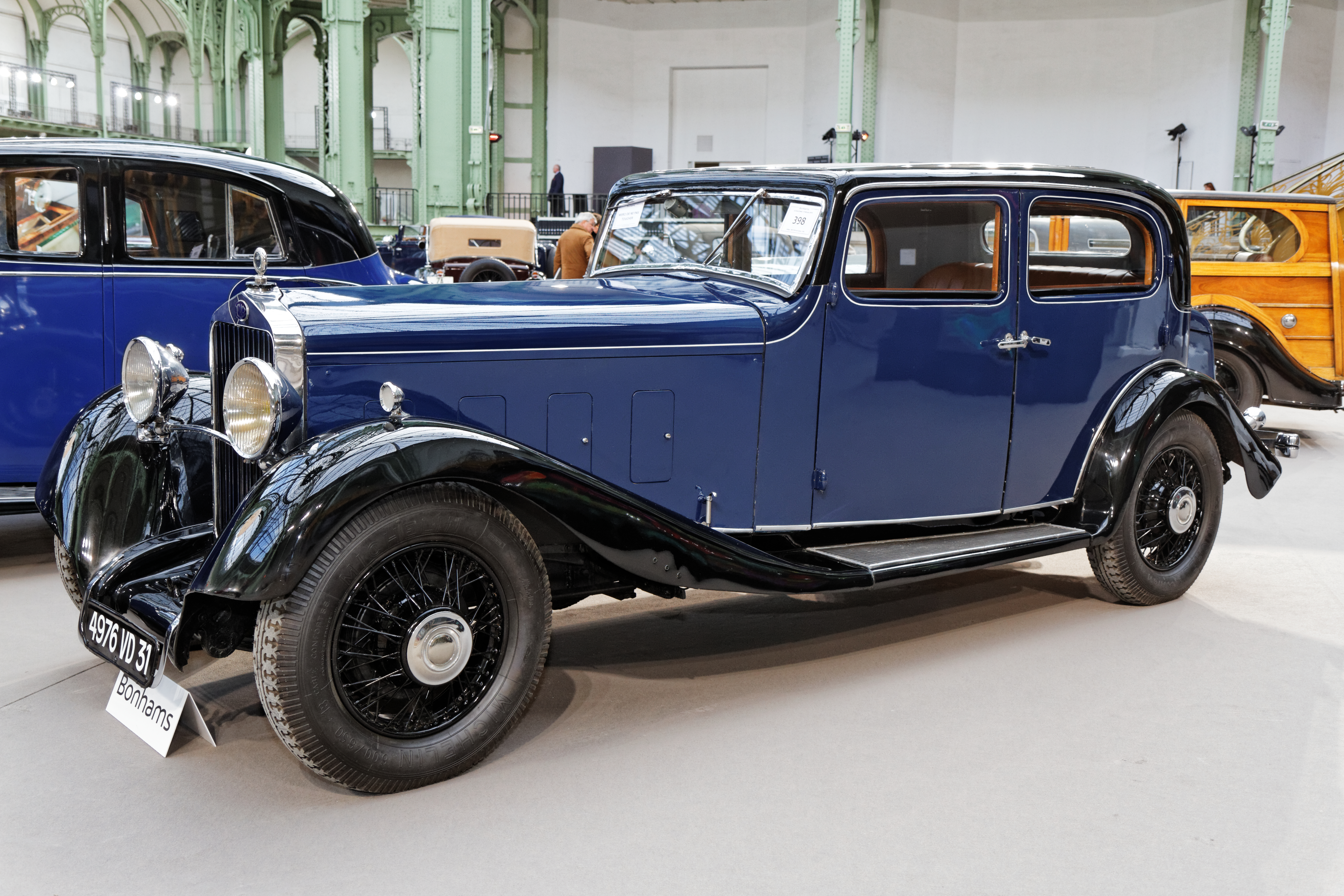
Delage D8-15

Ma già dall'anno prima fu introdotta una versione minore della D8, cioè la D8-15, dove il numero 15 indicava i cavalli fiscali. Le D8 con motore da 4.1 litri, infatti, erano classificate come 23 CV dal punto di vista fiscale, mentre la D8-15 montava invece un nuovo 8 cilindri in linea, ma della cilindrata di 2668 cm³, in grado di erogare la potenza massima di 80 CV a 4400 giri/min. Per queste sue caratteristiche, la D8-15 trovò una valida concorrente anche nella Citroën 15CV e in molte altre vetture di cilindrata tra i 2.5 e i 3 litri, come la Lancia Astura. La D8-15 fu prodotta sia in versione normale che in versione S, su telaio a passo accorciato, fino al 1934.

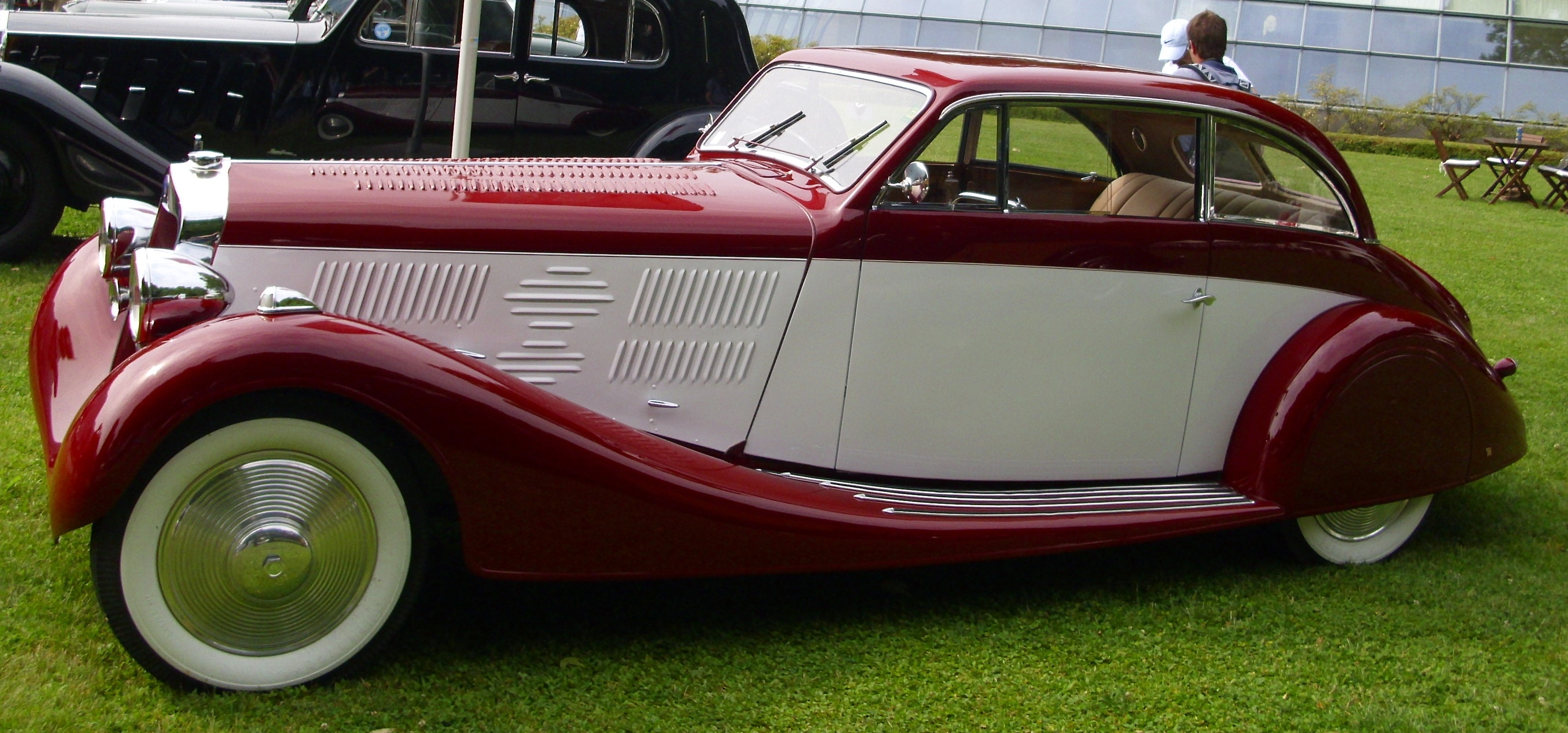
Delage D8-105 S

Nello stesso anno furono introdotte la D8-85 e la D8-105. La prima era la versione più tranquilla, disponibile in due varianti di telaio, da 3378 e 3578 mm di passo. Montava un 8 cilindri in linea da 3570 cm³, in grado di erogare una potenza massima di 85 CV a 4000 giri/min. La seconda era invece più brillante e dal carattere più sportiveggiante: era realizzata su un telaio a passo accorciato (3296 mm) e montava lo stesso motore della D8-85, ma rivisto in modo da erogare 105 CV. Sia la D8-85 che la D8-105 furono tolte di produzione nel 1935, in seguito alla grave crisi della Casa francese, che determinerà l'acquisizione della stessa da parte della Delahaye.

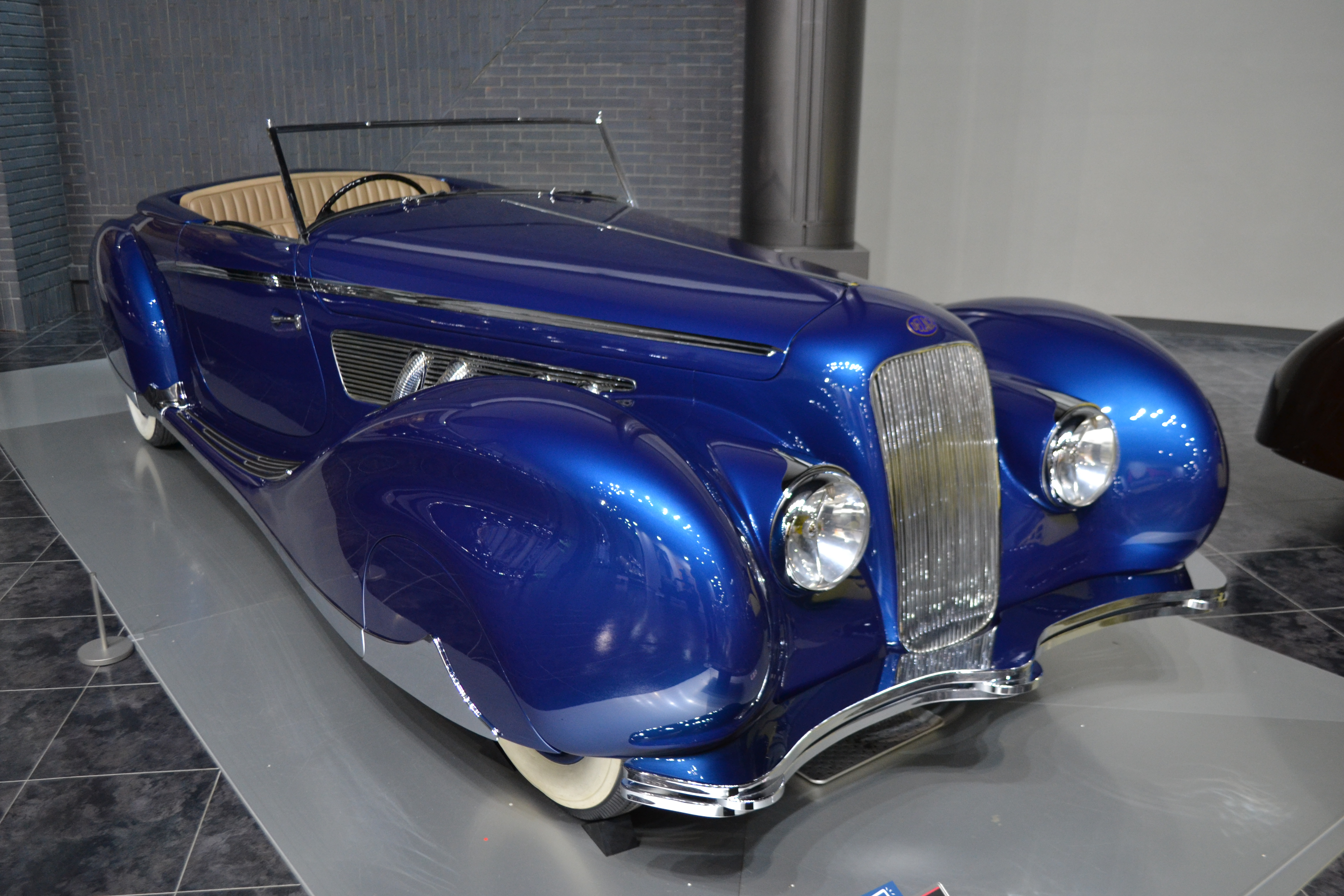
Delage D8-120 Figoni & Falaschi in stile Flamboyant

Sotto l'egida della Delahaye, la Delage continuò a produrre vetture, sempre con meccanica Delage, ma su nuovi telai provenienti dalla Delahaye: fu così che nel 1936 vide la luce la D8-100, prima D8 nata sotto la nuova gestione. In questo periodo, la Delahaye si rese famosa per le sue vetture carrozzate da carrozzieri come Figoni et Falaschi e Saoutchik, secondo lo stile "flamboyant" in voga nella seconda metà degli anni trenta. Anche le Delage nate sotto la Delahaye non fecero eccezione e ciò valse anche per la D8, che fu prodotta anche con carrozzerie dalle splendide forme aerodinamiche a goccia.

La D8-100 montava un 8 cilindri in linea da 4303 cm³, in grado di erogare 90 CV di potenza massima a 3900 giri/min. Era realizzata su un telaio a due varianti di passo, 3388 e 3667 mm, ma a partire dal 1937 si rese disponibile solo la versione a passo più lungo.

All'inizio del 1939, la D8-100 ricevette un nuovo motore da 4744 cm³, sempre frazionato in 8 cilindri, e in grado di erogare 115 CV di potenza massima a 4200 giri/min.
Nel 1940, la D8-100 fu tolta di produzione.
Si è detto poco sopra che la D8-100 fu resa disponibile nel 1937 solo a passo lungo: la ragione stava nel fatto che la versione a passo corto cambiò denominazione e divenne D8-120, che condivideva telaio e meccanica con le vecchie D8-100 a passo corto. Ma già a partire dal 1938, la D8-120 ricevette un nuovo motore da 4.7 litri, lo stesso che sarebbe stato montato l'anno seguente sulle contemporanee D8-100. Anche la D8-120 ricevette sinuose carrozzerie firmate dai più estrosi carrozzieri dell'epoca. Nel 1940, la D8-120 fu tolta di produzione assieme alla D8-100.